# Saab SF-2000
De Saab SF-2000 is een passagiersvliegtuig van de Zweedse vliegtuigfabrikant Saab. 
Het is de opvolger van de succesvolle Saab SF-340. Het vliegtuig biedt plaats aan 50 tot 58 passagiers en is een van de snelste door turboprop aangedreven passagiersvliegtuigen. Naast de 7,5 meter langere romp dan de SF-340 heeft het een grotere spanwijdte en zijn de motoren verder naar buiten gebracht om het geluid in de passagierscabine te verminderen. Daarnaast hebben de propellers zes bladen, tegen vier bij de SF-340. 
In december 1988 besloot Saab een verlengde versie te bouwen van de Saab SF-340. Het nieuwe toestel moest voorzien in de behoefte aan een turboprop vliegtuig met minstens 50 zitplaatsen voor korte- en middellange routes. Saab kondigde het SF-2000 project aan nadat Crossair een order plaatste voor 25 machines. Na een ontwikkeling vol met problemen vloog de eerste SF-2000 op 26 maart 1992. Het laatste toestel werd in april 1999 afgeleverd en er waren toen 54 machines gebouwd. De productie van de Saab SF-340 was een jaar eerder al beëindigd, zodat met het stopzetten van de SF-2000 er een einde kwam aan Saabs rol in de civiele vliegtuigbouw. Saab produceert vanaf het jaar 2000 alleen nog militaire toestellen.